# NRJ
NRJ (акроним слова énergie во французском языке), читается как [ɛnɛʀˈʒi]) по рус. Эн Эр Джи — французская мультимедиа-группа, расположенная в Париже. Со времени основания (1981 год) радиостанция французской поп-музыки превратилась в международную группу NRJ. C 2002 года NRJ стала очень популярной радиостанцией во Франции.

## Группа NRJ
В настоящий момент радиостанции NRJ под общим брендом вещают во Франции, России, Австрии, Бельгии, Болгарии, Гваделупе, Гвиане, Германии, Грузии, Египте, Кипре, Ливане, Майотте, Маври́кии, Марокко, Мартинике, Новой Каледонии, Норвегии, Реюньо́не, Украине, Таити, Швейцарии, Швеции и Финляндии. Формат вещания — современная молодёжная модная музыка. Слоган — Hit music only!.
Большинство станций с названием NRJ управляется NRJ Group. Все станции, которые входят в группу, имеют лицензию на использование торговой марки NRJ и право осуществлять вещание в этой стране. Все станции NRJ имеют общий логотип, слоган и общее звуковое оформление (джинглы). Остальные радиостанции в других странах, не состоящие в группе, но использующие так или иначе марку NRJ, не имеют официальной лицензии NRJ Group и по сути являются «пиратскими» станциями.
Группе NRJ также принадлежит французский музыкальный телеканал «NRJ 12».
Во Франции NRJ принадлежат ещё 3 станции — «Nostalgie» (вещала в России в 1990-2000 годах), «Chérie FM» и «Rire & Chansons».
C 1989 года акции компании находятся на Парижской фондовой бирже.

## NRJ в России
В начале 90-х на этой частоте вещало «Радио Надежда», эфир которой был ориентирован на женскую аудиторию. Эфир сопровождался множеством диалогов и игр со слушателями.
С осени 1998 года в эфире звучал «Русский хит». Федеральная государственная служба телерадиовещания грозилась отобрать лицензию на вещание (как и в случае с Радио-1), но генеральный директор Татьяна Зелеранская сообщила, что это всего лишь эксперимент, связанный с рекламной кампанией, выпускающей товары торговой марки, в том числе продукты питания. В начале 1999 года последовала новая угроза, и в феврале вещание «Русского хита» прекратилось. Частоту заняло «Радио Надежда». В июле 1999 года «Радио Надежда» превратилось в типовую музыкальную радиостанцию. В июле 2000 года радиостанция прекратила вещание, и частоту 104,2 МГц временно заняло «Радио России».
В начале 2001 года на эту московскую частоту был объявлен конкурс. На неё претендовали ВГТРК, компания «Холдинг Медиа» и «Русская Независимая Медиагруппа» — дочернее предприятие Русской Медиагруппы. Частоту выиграла компания «Русская Независимая Медиагруппа» с программой «Радио Танго», эфир которого также был ориентирован на женщин. «Радио Танго», начавшее вещание 4 апреля 2001 года, проработало почти полтора года, и 8 марта 2003 года частоту заняло «Радио Энергия».
Радио NRJ начало вещание в России 1 сентября 2006 года после приобретения Вещательной Корпорации «Проф-Медиа» (на сегодняшний день «ГПМ Радио», входит в состав «Газпром-Медиа Холдинга») лицензии на право использования торговой марки NRJ для «Радио Энергия».
В Москве с 2003 года используется частота 104,2 FM.
С 26 ноября 2013 года владельцем радиостанции становится Газпром-медиа Холдинг после слияния с Вещательной Корпорацией «Проф-Медиа» (ВКПМ).
1 сентября 2016 года радиостанция отметила своё 10-летие вещания в России.
Сеть радио NRJ объединяет более 100 городов России и продолжает развиваться, включая на сегодняшний день почти все города России.

## Эфир
В основном эфир радио NRJ состоит из музыкального контента и программ развлекательного характера. В эфире радиостанции звучат актуальные хиты мировых чартов, релизы от ведущих лейблов и миксы лучших музыкантов и ди-джеев планеты.
В региональном коммерческом эфире со спутника преобладает русская музыка — 10 % эфира, однако в МСК эфире нет русской музыки.
Основная аудитория станции — это молодёжь (от 12 до 36 лет). В эфире периодически проводятся специальные проекты, которые пользуются большим успехом у аудитории. Некоторые из этих кампаний станция проводит неоднократно. Среди них «NRJ In The Mountain», «Пересядь на велик» и «Детектор правды».
с 03 июня 2021 года ведущей программы NRJ HOT 30 стала Катя Бодрова, но 10 февраля 2024 года программа NRJ HOT 30 была переименована в ENERGY GLOBAL CHART где Катя Бодрова была ведущей с 10 февраля 2024 года по 23 июня 2024 года была ведущей, потом она передала чарт Кате Юрской и с 29 июня 2024 года по сегодняшний день является ведущей чарта, когда в отпуске Катя Юрская, проводит чарт Катя Бодрова 

### Программы
JOYСТИКИ
Ведущие: Богдан Кантемиров, Роман Миронов, Александра Маслакова 
Выходят в эфир по будням с 07:00 до 10:00   
ENERGY GLOBAL CHART
Ведущая: Катя Юрская, Катя Бодрова (когда  в отпуске Катя Юрская)      
Выходит в эфир по субботам с 11:00 до 13:00 воскресенье с 18:00 до 20:00 (повтор)   
NRJ News
Ведущие: Женя Романова, Люба Краснова
Выходят в эфир по будням     

### Специальные эфирные проекты и реалити-шоу
В эфире радиостанции проходили несколько успешных проектов, за которые она удостоена множества наград и престижных премий. Некоторые из них проводятся в эфире ежегодно.
NRJ In The Mountain

В январе-феврале 2013 года радио NRJ открыло сезон зимнего молодежного экстрима «NRJ In The Mountain». Это мероприятие ежегодно проходит в подмосковном горнолыжном комплексе «Яхрома». Слушателям станции предоставляется возможность бесплатно покататься на склонах комплекса на лыжах или сноуборде. Для участия нужно было слушать эфир, дождаться условного сигнала, зайти на сайт радио и получить свой пригласительный билет. Мероприятие проходит каждую зиму во многих городах вещания радиостанции.
NRJ-велик

В июне 2015 года радио NRJ при поддержке Департамента транспорта Москвы, провело социальную кампанию «Пересядь на велик». Радиостанция вместе со звёздами шоу-бизнеса пригласила всех желающих присоединиться к глобальному велодвижению — за здоровый образ жизни, чистый воздух и город без пробок. Проект поддержали многие звезды шоу-бизнеса — Сергей Лазарев, Нюша, Ёлка и многие другие. В эфире каждую неделю на протяжении всей кампании радиостанция разыгрывала велосипед. В течение недели в эфире после специального сигнала звучали велосипедные звонки. Их количество соответствовало одной цифре. Каждый день нужно было собрать из цифр код замка от велосипеда. Победителем становился человек, который за неделю собрал правильный код замка, первым смог оказаться в месте, где был припаркован велосипед, и открыть замок велосипеда с помощью собранного кода.
Детектор правды

В октябре 2016 года радио NRJ провело в эфире новый сезон провокационного реалити-шоу «Детектор правды». К участию в шоу допускались совершеннолетние слушатели, заполнившие анкету и прошедшие предварительный отбор. Участника подключали к датчикам детектора лжи на время эфира и усаживали в кресло. Участники из других городов могли присоединиться посредством видеосвязи с московской студией. В течение часа участник должен был ответить на 25 провокационных вопросов ведущих простыми ответами: правда или нет. С помощью детектора лжи становилось понятно, обманывает ли участник или говорит правду, отвечая на вопрос. Участник, ответивший максимально честно на наибольшее количество вопросов, в финале выигрывал 1 миллион рублей. В разные сезоны этого реалити-шоу участниками становились многие звёзды шоу-бизнеса. «Детектор правды» — лауреат премии «Радиомания» в категории «Лучшее развлекательное шоу».

## Ведущие в России[3]
- Александра Маслакова
- Богдан Кантемиров
- Роман Миронов
- DJ Катя Бодрова
- DJ Катя Юрская
- DJ Андрей Зацепин
- DJ Алёна Комолова
- DJ Тимур Соколов
- ENERGY NEWS Женя Романова
- ENERGY NEWS Люба Краснова

## Города вещания
- Абакан — 100.9 FM
- Алексеевка — 100.6 FM
- Альметьевск — 107.4 FM
- Анапа — 92.9 FM
- Анжеро-Судженск — 88.2 FM
- Армавир — 97.4 FM
- Астрахань — 106.8 FM
- Ахтубинск — 104.3 FM
- Ачинск — 88.0 FM
- Балаково — 103.7 FM
- Барда — 100.4 FM
- Барнаул — 87.5 FM
- Белгород — 104.2 FM
- Белово — 106.1 FM
- Белогорск — 101.3 FM
- Белокуриха — 104.4 FM
- Белорецк — 107.9 FM
- Белореченск — 89.5 FM
- Березники — 93.9 FM
- Бирск — 102.8 FM
- Благовещенск — 101.5 FM
- Борисоглебск — 88.1 FM
- Брянск — 88.6 FM
- Бугульма — 96.3 FM
- Бугуруслан — 104.6 FM
- Бузулук — 103.3 FM
- Великие Луки — 105.7 FM
- Владимир — 105.3 FM
- Волгоград — 98.8 FM
- Вологда — 106.9 FM
- Волоколамск — 106.0 FM
- Воронеж — 101.1 FM
- Воткинск — 95.6 FM
- Выборг — 105.5 FM
- Геленджик — 100.5 FM
- Глазов — 98.1 FM
- Губкин — 99.4 FM
- Давлеканово — 105.8 FM
- Егорьевск — 88.5 FM
- Екатеринбург — 89.6 FM
- Ефремов — 107.4 FM
- Зарайск — 102.9 FM
- Заринск — 100.4 FM
- Зеленогорск — 103.5 FM
- Златоуст — 103.4 FM
- Иваново — 101.2 FM
- Ижевск — 96.2 FM
- Ипатово — 97.1 FM
- Иркутск — 106.4 FM
- Казань — 92.3 FM
- Калининград — 98.5 FM
- Каменск-Уральский — 101.8 FM
- Каменск-Шахтинский — 101.6 FM
- Каневская — 100.0 FM
- Канск — 102.2 FM и 106.1 FM
- Карачаевск — 107.0 FM
- Каспийск — 88.3 FM
- Кемерово — 100.6 FM
- Кинешма — 105.1 FM
- Киров — 89.6 FM
- Клин — 89.7 FM
- Ковров — 105.5 FM
- Когалым — 103.5 FM
- Коломна — 97.8 FM
- Комсомольск-на-Амуре — 89.8 FM
- Кореновск — 90.4 FM
- Кострома — 98.9 FM
- Красная Поляна — 99.9 FM
- Краснодар — 90.6 FM
- Красноярск — 103.3 FM
- Кропоткин — 96.8 FM
- Крымск — 103.4 FM
- Кузнецк — 93.5 FM
- Кунгур — 90.4 FM
- Курган — 104.6 FM
- Курск — 104.6 FM
- Лабинск — 90.3 FM
- Липецк — 95.7 FM
- Лиски — 88.1 FM
- Лысьва — 103.4 FM
- Магадан — 89.7 FM
- Магнитогорск — 103.6 FM
- Мариинск — 100.3 FM
- Махачкала — 107.1 FM
- Междуреченск — 104.7 FM
- Миасс — 98.0 FM
- Михайловка — 101.6 FM
- Можайск — 97.8 FM
- Можга — 96.0 FM
- Москва — 104.2 FM
- Муром — 93.0 FM
- Набережные Челны — 104.8 FM
- Надым — 104.0 FM
- Нальчик — 100.7 FM
- Нефтекамск — 105.8 FM
- Нижневартовск — 90.7 FM
- Нижний Новгород — 96.8 FM
- Новокузнецк — 101.5 FM
- Новосергиевка — 107.0 FM
- Новосибирск — 99.1 FM
- Новый Уренгой — 106.1 FM
- Норильск — 105.7 FM
- Ноябрьск — 88.3 FM
- Нягань — 107.4 FM
- Обнинск — 95.0 FM
- Озёрск — 105.2 FM
- Омск — 89.1 FM
- Оренбург — 103.7 FM
- Орехово-Зуево — 94.2 FM
- Орск — 98.8 FM
- Орёл — 101.4 FM
- Осташков — 107.2 FM
- Пенза — 99.6 FM
- Переславль-Залесский — 91.4 FM
- Пермь — 97.6 FM
- Петрозаводск — 100.4 FM
- Петропавловск-Камчатский — 101.2 FM
- Псков — 105.3 FM
- Пятигорск — 100.4 FM
- Ржев — 96.6 FM
- Ростов-на-Дону — 106.6 FM
- Рыбинск — 106.8 FM
- Рязань — 104.1 FM
- Салават — 107.7 FM
- Самара — 102.5 FM
- Санкт-Петербург — 95.0 FM
- Саранск — 88.4 FM
- Сарапул — 107.4 FM
- Саратов — 87.9 FM
- Саров — 100.5 FM
- Серпухов — 90.5 FM
- Сибай — 98.0 FM
- Славянск-на-Кубани — 97.2 FM
- Смоленск — 89.3 FM
- Соликамск — 89.1 FM
- Соль-Илецк — 102.7 FM
- Сорочинск — 106.1 FM
- Сочи — 106.1 FM
- Ставрополь — 103.6 FM
- Ступино — 104.5 FM
- Сургут — 107.9 FM
- Сызрань — 104.6 FM
- Таксимо — 107.0 FM
- Талдом — 102.4 FM
- Тамбов — 101.8 FM
- Тверь — 99.8 FM
- Темрюк — 88.0 FM
- Тобольск — 94.7 FM
- Тольятти — 88.4 FM
- Томск — 106.1 FM
- Туапсе — 105.0 FM
- Тула — 101.4 FM
- Тюмень — 96.6 FM
- Улан-Удэ — 101.3 FM
- Ульяновск — 91.4 FM
- Урай — 106.7 FM
- Уссурийск — 98.1 FM
- Уфа — 88.2 FM
- Ухта — 103.5 FM
- Учалы — 106.2 FM
- Хабаровск — 91.0 FM
- Чайковский — 92.6 FM
- Чебоксары — 96.9 FM
- Челябинск — 96.0 FM
- Череповец — 91.0 FM
- Черкесск — 107.0 FM
- Чистополь — 100.3 FM
- Чита — 103.8 FM
- Шатура — 103.5 FM
- Шерегеш — 101.7 FМ
- Южно-Сахалинск — 91.1 FM
- Южноуральск — 90.2 FM
- Юрга — 104.4 FM
- Яр-Сале — 104.1 FM
- Ярославль — 101.1 FM

### Планируемое вещание
- Арзамас — 89.0 FM
- Архангельск — 87.9 FM
- Вышний Волочёк — 101.3 FM
- Кимры — 104.0 FM
- Махачкала — 107.1 FM
- Торжок — 97.8 FM

## Вещание прекращено
- Алапаевск — 101.8 FM (заменено на Радио Шатл, ныне Русское радио)
- Альметьевск — 105.2 FM (заменено на Татарское Радио Альметьевск, ныне Хит FM) (Сейчас на 107,4 FM)
- Арзамас — 92.6 FM (заменено на Comedy Radio)
- Асбест — 88.1 FM (частота закрыта)
- Баймак — 107.6 FM (частота закрыта)
- Белгород — 66.68 УКВ (частота закрыта) (Сейчас на 104,2 FM)
- Белореченск — 88.2 FM (заменено на Радио 107, ныне DFM) (Сейчас на 89,5 FM)
- Боровичи — 107.2 FM (заменено на Радио для двоих, ныне Радио России)
- Волгодонск — 106.3 FM (заменено на Радио Фортуна, ныне FМ-на-Дону)
- Волоколамск — 104.5 FM (заменено на Юмор FM) (Сейчас на 106,0 FM)
- Вольск — 96.2 FM (заменено на Хит FM) и 107.8 FM (заменено на Европа Плюс, ныне Радио Рекорд, потом Частота Закрыта)
- Вязьма — 102.8 FM (частота закрыта) и 104.2 FM (заменено на Юмор FM, ныне Наше радио)
- Глазов — 99.0 FM (заменено на Радио РСН, ныне Love Radio) (Сейчас на 98,1 FM)
- Голышманово — 69.32 УКВ (заменено на Радио Шансон, сейчас частота закрыта)
- Гусь-Хрустальный — 95.7 FM (заменено на Маруся FM)
- Димитровград — 87.8 FM (заменено на Радио Ваня)
- Евпатория — 103.9 FM (заменено на Ретро FM) и 106.8 FM (заменено на Радио Морион, ныне Наше радио)
- Емва — 103.3 FM (заменено на Радио Рекорд)
- Заинск — 88.0 FM (заменено на Авторадио, ныне Радио Тартип)
- Ижевск — 97.8 FM (заменено на Радио РСН, ныне Love Radio) и 102.4 FM (заменено на Радио Рекорд, ныне Радио Дача) (Сейчас на 96,2 FM)
- Казань — 89.7 FM (заменено на Радио Студент, ныне Радио Шансон) (Сейчас на 92,9 FM)
- Камышлов — 107.1 FM (частота закрыта)
- Качканар — 103.2 FM (частота закрыта)
- Керчь — 101.4 FM (заменено на Европа Плюс)
- Кингисепп — 96.5 FM (заменено на Comedy Radio)
- Кирово-Чепецк — 107.2 FM (заменено на Радио Дача, ныне Love Radio)
- Коломна — 93.8 FM (заменено на Наше радио) (Сейчас на 97,8 FM)
- Кузнецк — 105.7 FM (частота закрыта) (Сейчас на 93,5 FM)
- Курган — 101.1 FM (заменено на Юмор FM) (Сейчас на 104,6 FM)
- Любань — 98.8 FM (заменено на Авторадио)
- Междуреченск — 103.3 FM (заменено на Европа Плюс) (Сейчас на 104,7 FM)
- Мелитополь — 92.3 FM (заменено на Радио России)
- Миасс — 99.3 FM (заменено на Новое радио)
- Невинномысск — 93.8 FM (заменено на Своё радио)
- Оренбург — 100.8 FM (заменено на Европа Плюс) (Сейчас на 103,7 FM)
- Отрадная — 93.6 FM (частота закрыта)
- Протвино — 92.3 FM (заменено на Радио Ваня)
- Пятигорск — 71.09 УКВ (частота закрыта) (Сейчас на 100,4 FM)
- Саянск — 102.6 FM (заменено на Юмор FM, ныне Авторадио)
- Севастополь — 87.7 FM (заменено на Радио 24, ныне Радио JAZZ) и 100.8 FM (заменено на Европа Плюс)
- Симферополь — 89.7 FM (заменено на Европа Плюс)
- Сосновый Бор — 97.4 FM (заменено на Comedy Radio)
- Сухой Лог — 96.5 FM (частота закрыта)
- Ташла — 100.0 FM (частота закрыта)
- Тюмень — 73.97 УКВ (заменено на Дорожное радио, сейчас частота закрыта) (Сейчас на 96,6 FM)
- Удомля — 91.5 FM (заменено на Авторадио)
- Улан-Удэ — 105.0 FM (заменено на Юмор FM, ныне Ретро FM) (Сейчас на 101,3 FM)
- Ульяновск — 67.70 УКВ (заменено на Татарское радио) (Сейчас на 91,4 FM)
- Усть-Илимск — 102.7 FM (заменено на Comedy Radio) и 107.9 FM (заменено на Хит FM)
- Феодосия — 100.5 FM (заменено на Европа Плюс)
- Харовск — 104.0 FM (частота закрыта)
- Хлевное — 100.2 FM (заменено на Радио Шансон, ныне Радио Ваня)
- Чайковский — 102.0 FM (заменено на Пионер FM)
- Черногорск — 87.8 FM (заменено на Радио Рекорд)
- Ялта — 106.4 FM (заменено на Европа Плюс)

## Вещание прекращено за пределом
- Байконур — 101.1 FM (заменено на Авторадио) и 103.0 FM (заменено на Relax FM)